# جورج أوجيمان
جورج أوجيمان (بالإنجليزية: George Ojemann)‏ هو أستاذ متخصص في جراحة الأعصاب في جامعة واشنطن. تتركز أبحاثه على البيولوجيا العصبية للإدراك البشري، وخاصة تنظيم القشرة المخية للغة والذاكرة. من أجل دراسة هذه الجوانب من الإدراك، استخدم أوجيمان تقنيات رسم التحفيز الكهربائي لتسجيل نشاط الخلايا العصبية.

## حياته
حصل أوجيمان على البكالوريوس في عام 1956 من جامعة آيوا، وحصل على جائزة بريغ لحصوله على أعلى معدل تراكمي للسنوات الجامعية الأربعة.

## مهنته الطبيه
حصل الدكتور أوجيمان على درجة الدكتوراه في عام 1959، من جامعة آيوا. خلال ذلك الوقت، ركز جهده ووقته في دراسة علم الأعصاب بتوجيه من الدكتور أدولف ساهس، اشتهر بعمله في نزيف الأوعية الدموية تحت العنكبوتية. أنهى دراسته في جراحة المخ والأعصاب في مستشفى ماساتشوستس العام. حصل على جائزة ماكوين وانتخب رئيس لأوا. ثم أكمل تدريبه في مجال جراحة المخ والأعصاب في مستشفى كينغ كونتي (مركز هاربورفيو الطبي الآن) في سياتل وجامعة واشنطن، ثم أعقبه تدريب في طب الأعصاب الجراحي في معاهد الصحة الوطنية الأمريكية.
مارس الدكتور أوجيمان الممارسات السريرية المتخصصة في العلاج الجراحي للصرع الطيفي وأورام المخ مع تركيزه وبحثه في علم الأعصاب وخاصة الإدراك البشري من اللغة والذاكرة. وقد أجريت هذه الدراسات في سياق عمليات تحت التخدير الموضعي، وذلك باستخدام تقنيات مثل رسم التحفيز الكهربائي وتسجيل نشاط الخلايا العصبية. ومن أجل هذا العمل، منحته جمعية الجراحين العصبية جائزة «الالتزام المستمر المتميز للبحث في العلوم العصبية» (1984) وجائزة جافيتس للأعصاب من المعهد الوطني للأمراض العصبية والسكتة الدماغية (1984) ودرجة الدكتوراه الفخرية في العلوم من كلية الطب في أوهايو(1998) وجائزة زولش من جمعية ماز- بلانك للبحوث العصبية الأساسية (2000) ووسام الكوارورد للجمعية الغربية لأمراض الأعصاب (2003) كما حصل على جوائز الخريجين المتميزين من جامعة أيوا (1991) وكلية الطب بجامعة واشنطن (2014). وهو المدير السابق للمجلس الأمريكي لجراحة الأعصاب (1987-1993) وعضو لجنة استعراض الإقامة لجراحة المخ والأعصاب (1993-1997) ورئيس الأكاديمية الأمريكية لجراحة الأعصاب 1999- 2000. وكان عضوا في اللجنة الاستشارية للمعهد الوطني للأمراض العصبية والسكتة الدماغية (1997-2000) وعضواً في مجلس المعهد العلمي للمستشارين (1985-89). كما عمل كجراح عسكري في دائرة الصحة العامة بالولايات المتحدة في الفترة من 1964 إلى 1966 حيث عاد بعد ذلك إلى سياتل في عام 1966، وكان ينتمي إلى كلية طب الأعصاب في جامعة واشنطن منذ ذلك الوقت. وقد حصل على شهادة المجلس في عام 1967 من قبل المجلس الأمريكي لجراحة الأعصاب. وهو الآن متزوج من الدكتورة ليندا موريتي، وهي طبيبة أعصاب مهتمة بعلاج الصرع. لديهم ثلاثة أطفال جميعهم من الأطباء اثنين منهم في مجال الجراحة العصبية.

## أبحاثه
كتب الدكتور أوجيمان أكثر من 300 ورقة بحثية عن العلاج الجراحي للصرع، كما كتب في علم الأعصاب وخاصة عن الإدراك البشري، والعديد من الكتب على الدماغ لعامة الناس.

## من منشوراته
شارك في تأليف كتابين مع ويليام كالفين: «داخل الدماغ» حيث تم نشره في سبتمبر 1980، و«الطبيعة العصبية للفكر واللغة» في أبريل 1995.